# Championnat de Saint-Marin de football 2021-2022
Navigation
Saison 2020-2021 Saison 2022-2023
La saison 2021-2022 du championnat saint-marinais de football est la trente-septième édition de la première division saint-marinaise.
Les quinze équipes s'affrontent les unes aux autres en matchs aller-retour, une fois à domicile et une fois à l'extérieur, lors de la première phase. À la fin de la première phase, les quatre premiers de chaque groupe se qualifient pour la deuxième phase et les huit équipes suivantes se qualifient pour les barrages d'accession à la deuxième phase.
Deux places du championnat sont qualificatives pour les compétitions européennes, la troisième place revenant au vainqueur de la Coupe de Saint-Marin de football.

## Équipes participantes
Légende des couleurs
- Tour préliminaire de la Ligue des champions 2021-2022
- Tour préliminaire de la Ligue Europa Conférence 2021-2022

| Club                | Classement 2020-2021 |
| ------------------- | -------------------- |
| SS Folgore/Falciano | Champion             |
| SP La Fiorita       | 2e                   |
| SP Tre Penne        | 3e                   |
| AC Libertas         | 4e                   |
| SS Pennarossa       | Quart de finalistes  |
| SS Murata           | Quart de finalistes  |
| SS Virtus           | Quart de finalistes  |
| FC Domagnano        | Quart de finalistes  |
| SP Tre Fiori        | Barragistes          |
| SS San Giovanni     | Barragistes          |
| AC Juvenes/Dogana   | Barragistes          |
| FC Fiorentino       | Barragistes          |
| SC Faetano          | 13e                  |
| SP Cailungo         | 14e                  |
| SS Cosmos           | 15e                  |

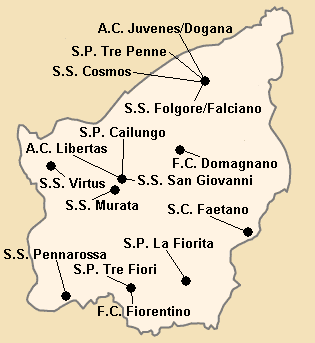
Localisation des clubs engagés dans le championnat.

En raison du peu de nombre de stades se trouvant sur le territoire de Saint-Marin, les matchs sont joués par tirage au sort sur un des six stades suivants :
- Stadio Olimpico (Serravalle)
- Campo di Fiorentino (Fiorentino)
- Campo di Acquaviva (Chiesanuova)
- Campo di Dogana (Serravalle)
- Campo Fonte dell'Ovo (Domagnano)
- Campo di Serravalle (Serravalle)

## Compétition

### Critères pour le classement de la première phase
Les équipes sont classées selon leur nombre de points, lesquels sont répartis comme suit : trois points pour une victoire, un point pour un match nul et zéro point pour une défaite. Pour départager les égalités, les critères suivants sont utilisés :
1. Différence de buts générale
2. Nombre de buts marqués
3. Plus grand nombre de points obtenus dans les matchs de groupe disputés entre les équipes concernées
4. Meilleure différence de buts dans les matchs de groupe disputés entre les équipes concernées
5. Plus grand nombre de buts marqués lors des matchs de groupe disputés entre les équipes concernées

### Première phase
Légende des classements
- Qualification pour la deuxième phase
- Qualification pour les barrages d'accession à la deuxième phase

Abréviations
T : Tenant du titre